# The Gathering (album Infected Mushroom)
The Gathering (ang. gromada, zgromadzenie) jest pierwszym albumem grupy Infected Mushroom.

## Lista utworów
1. "Release Me"  – 8:29
2. "The Gathering"  – 7:44
3. "Return of the Shadows"  – 8:13
4. "Blue Muppet"  – 8:09
5. "Psycho"  – 8:38
6. "Montoya Remix"  – 8:20
7. "Tommy the Bat"  – 7:29
8. "Virtual Voyage"  – 8:24
9. "Over Mode"  – 8:36